# Sonny Jurgensen
Christian Adolph Jurgensen III (Wilmington, Carolina del Norte, Estados Unidos; 23 de agosto de 1934), más conocido como Sonny Jurgensen, es un exjugador profesional de fútbol americano. Jugaba en la posición de quarterback y desarrolló su carrera en los Philadelphia Eagles y los Washington Redskins de la National Football League (NFL).
Jugó a nivel universitario en Duke antes de ser elegido por los Eagles en la cuarta ronda del Draft de la NFL de 1957. Pasó sus cuatro primeros años como suplente y ganó el campeonato de la NFL en 1960. Al año siguiente se convirtió en el quarterback titular de los Eagles y mantuvo el puesto hasta 1963. En 1964 fue traspasado a los Redskins, donde permaneció hasta su retiro en 1974.
Considerado como uno de los mejores quarterbacks de su generación, Jurgensen lideró la NFL en yardas de pase cinco veces y en pases de touchdown en dos ocasiones. Fue incluido en el Salón de la Fama del Fútbol Americano Profesional en 1983.

## Biografía
Jurgensen nació en Wilmington, Carolina del Norte.

## Carrera

### Universidad
Se enroló en Duke en 1954 como quarterback de reserva detrás de Jerry Barger y completó 12 de 28 pases para 212 yardas, con un touchdown y tres intercepciones.  Pero el mayor de impacto que logró Jurgensen en su primera temporada fue en la posición de defensive back, ya que empató la marca de la universidad al interceotar cuatro pases en cuatro partidos consecutivos, terminando es temporada con cinco intercepciones en total. Duke terminó esa campaña regular con marca de 7-2-1 y el título de la Atlantic Coast Conference.  En Año Nuevo de 1955, Duke venció a Nebraska 34–7 in the Orange Bowl de 1955.
Jurgensen fue quarterback titular en 1955. También mantuvo su puesto en la defensiva secundaria.  Duke terminó esa temporada con marca de 7–2–1, compartiendo de nuevo el título de la ACC, pero no jugaron ningún bowl porque Maryland recibió esa invitación. Esa temporada Jurgensen completó 37 de 69 pases para 536 yardas, tres touchdowns y siete intercepcions.
La última temporada universitaria de Jurgensen no tuvo tanto éxito como las anteriores. Duke terminó conmarca de 5-4-1 mark y Jurgensen con 28 pases de 59 intentados para 371 yardas. Lanzó seis intercepciones y solo dos touchdown, corriendo en 25 ocasiones para 51 yardas con tres touchdowns.  Las estadísticas finales de Jurgensen fueron de 77 pases completos de 156 intentados para 1,119 yardas, 16 intercepciones y seis touchdowns.  Corrió para 109 yardas e interceptó diez pases.

### NFL

#### Philadelphia Eagles
Jurgensen fue seleccionado en la cuarta ronda del Draft de 1957 por los Philadelphia Eagles.  Fue el quarterback de reserva, detrás de Norm Van Brocklin los primeros cuatro años de su carrera. Fue durante esta época cuando ganó su único campeonato, cuando los Eagles ganaron el Campeonato de 1960 de la NFL.
Después de que Van Brocklin se retiró en 1961, Jurgensen se convirtió en el quarterback titular de Philadelphia y tuvo un año exitoso, logrando imponer lo que entonces fue la marca de más yardas por pase en una temporada con 3,723 yardas, empatando la entonces también mejor marca de pases de touchdown con 32, siendo nombrado All-Pro.  Después de una temporada de 1963 llena de lesiones, Jurgensen fue canjeado a los Washington Redskins el 1 de abril de 1964 por el quarterback Norm Snead y el cornerback Claude Crabb.

#### Washington Redskins
Jurgensen jugó por primera ocasión con los Redskins en 1964. en ese año fue seleccionado al Pro Bowl y al All-Pro.
Uno de los partidos más memorables de Jurgensen fue el Clásico de Acción de Gracias de 1965, en ese partido los Cowboys llevaban una ventaja en el marcador por 21–0 en el RFK Stadium.  Jurgensen entonces lanzó para 411 yardas, llevando a la victoria a los Redskins por 34–31.  corrió para un touchdown en un quarterback sneak y lanzó el pase de la victoria a Bobby Mitchell (35 yardas).
En 1967, Jurgensen rompió su propia marca consiguiendo 3,747 yardas por pase y consiguió la marca de más intentos de pase (508) y pases completos (288). Se perdió casi tosa la temporada de 1968 porque le rompieron las costillas y por una cirugía en un codo.
En 1969, Vince Lombardi tomó el mando de los Redskins como entrenador en jefe.  En esa temporada, Jurgensen fue el líder de la NFL en intentos de pase (442), pases completos (274), porcentaje de pases completos (62%) y yardas por pase (3,102). Los Redskins terminaron con marca de 7-5-2 logrando su mejor temporada desde 1955 (lo que mantuvo la marca de Lombardi de jamás haber entrenado a un equipo y que este terminara con una temporada perdedora).  Desafortunadamente, Lombardi murió de cáncer poco antes de comenzar la temporada de 1970.  Jurgensen diría tiempo después que de todos los entrenadores con los que pudo jugar, Lombardi siempre fue su favorito.
Los Redskins resurgieron a principios de los años 70s bajo el mando del entrenador George Allen y lograron llegar al Super Bowl VII, perdiendo con los Miami Dolphins.  Sin embargo, Billy Kilmer era el quarterback titular ya que Jurgensen tuvo muchas lesiones durante las temporadas de 1971 y 1972 por lo que se generó una controversia acerca de quien debía ser titular.  La mentalidad defensiva de Allenhizo a su favorito a Kilmer por su estilo de juego más conservador enfocado en el control del balón en lugar del estilo más arriesgado de Jurgensen.  Aun con esta controversia, Jurgensen fue de mucha ayuda para Kilmer. Hasta el día de hoy, Kilmer y Jurgensen siguen siendo muy buenos amigos.
En 1974, en su última temporada en la NFL a los 40 años de edad, Jurgensen ganó su tercer título de pases en la NFL compartiendo el tiempo de juego con Kilmer.  en el que sería su último partido como profesional, Jurgensen hizo su primera y única aparición en un juego de postemporada en la derrota de los Redskins por 19-10 ante Los Angeles Rams en la primera ronda de los playoffs de la NFC de 1974. Entró por Kilmer y completó 6 de 12 pases pero también tuvo tres intercepciones.
Terminó su carrera con una eficiencia de 82.6, sus estadísticas incluyen 2,433 pases completos para 32,224 yardas y 255 touchdowns.  Corrió para 493 yardas y 15 touchdowns.

## Estadísticas
|         | Líder de la liga                                      |
|         | Denota temporada en la que fueron campeones de la NFL |
| Negrita | Máximo de carrera                                     |

### Temporada regular
| Año   | Equipo | Partidos | Partidos | Partidos | Pase  | Pase  | Pase | Pase   | Pase | Pase | Pase | Pase  |
| Año   | Equipo | PJ       | PT       | Récord   | Comp  | Att   | Pct  | Yds    | Avg  | TD   | Int  | Rate  |
| ----- | ------ | -------- | -------- | -------- | ----- | ----- | ---- | ------ | ---- | ---- | ---- | ----- |
| 1957  | PHI    | 10       | 4        |          | 33    | 70    | 47.1 | 470    | 6.7  | 5    | 8    | 53.6  |
| 1958  | PHI    | 12       | 0        |          | 12    | 22    | 54.5 | 259    | 11.8 | 0    | 1    | 77.7  |
| 1959  | PHI    | 12       | 0        |          | 3     | 5     | 60.0 | 27     | 5.4  | 1    | 0    | 114.2 |
| 1960  | PHI    | 12       | 0        |          | 24    | 44    | 54.5 | 486    | 11.0 | 5    | 1    | 122.0 |
| 1961  | PHI    | 14       | 14       |          | 235   | 416   | 56.5 | 3,723  | 8.9  | 32   | 24   | 88.1  |
| 1962  | PHI    | 14       | 13       |          | 196   | 366   | 53.6 | 3,261  | 8.9  | 22   | 26   | 74.3  |
| 1963  | PHI    | 9        | 8        |          | 99    | 184   | 53.8 | 1,413  | 7.7  | 11   | 13   | 69.4  |
| 1964  | WAS    | 14       | 14       |          | 207   | 385   | 53.8 | 2,934  | 7.6  | 24   | 13   | 85.4  |
| 1965  | WAS    | 13       | 13       |          | 190   | 356   | 53.4 | 2,367  | 6.6  | 15   | 16   | 69.6  |
| 1966  | WAS    | 14       | 14       |          | 254   | 436   | 58.3 | 3,209  | 7.4  | 28   | 19   | 84.5  |
| 1967  | WAS    | 14       | 14       |          | 288   | 508   | 56.7 | 3,747  | 7.4  | 31   | 16   | 87.3  |
| 1968  | WAS    | 12       | 12       |          | 167   | 292   | 57.2 | 1,980  | 6.8  | 17   | 11   | 81.7  |
| 1969  | WAS    | 14       | 14       |          | 274   | 442   | 62.0 | 3,102  | 7.0  | 22   | 15   | 85.4  |
| 1970  | WAS    | 14       | 14       |          | 202   | 337   | 59.9 | 2,354  | 7.0  | 23   | 10   | 91.5  |
| 1971  | WAS    | 5        | 1        |          | 16    | 28    | 57.1 | 170    | 6.1  | 0    | 2    | 45.2  |
| 1972  | WAS    | 7        | 4        |          | 39    | 59    | 66.1 | 633    | 10.7 | 2    | 4    | 84.9  |
| 1973  | WAS    | 14       | 4        |          | 87    | 145   | 60.0 | 904    | 6.2  | 6    | 5    | 77.5  |
| 1974  | WAS    | 14       | 4        |          | 107   | 167   | 64.1 | 1,185  | 7.1  | 11   | 5    | 94.5  |
| Total | Total  | 218      | 147      | 69-71-7  | 2,433 | 4,262 | 57.1 | 32,224 | 7.6  | 255  | 189  | 82.6  |